# Alessandra Merlin
Alessandra Merlin (Torino, 22 settembre 1975) è un'ex sciatrice alpina italiana specializzata nella discesa libera, nel supergigante e nel carving, vincitrice di una Coppa del Mondo di carving.
È sorella di Barbara, a sua volta sciatrice alpina di alto livello.

## Biografia
Specialista delle gare veloci originaria di Reano, Alessandra Merlin esordì in Coppa del Mondo il 9 gennaio 1993 sulle nevi di casa di Cortina d'Ampezzo piazzandosi 41ª in discesa libera. Lo stesso anno partecipò ai Mondiali juniores disputati a Montecampione/Colere, aggiudicandosi la medaglia di bronzo nel supergigante vinto dalla compagna di squadra Isolde Kostner davanti alla svizzera Madlen Summermatter. Sestriere 1997 fu il suo esordio iridato, dove si classificò 22ª sia nella discesa libera, sia nel supergigante; l'anno dopo a Nagano 1998 prese parte alle sue uniche olimpiadi, chiudendo 21ª nella discesa libera.
Il 19 dicembre 1999 conquistò l'unico podio in Coppa del Mondo, 2ª a Sankt Moritz nel supergigante concluso alle spalle della connazionale Karen Putzer, e 28 gennaio 2000 salì per l'ultima volta sul podio in Coppa Europa, a Pra Loup in supergigante (3ª); nella stagione successiva partecipò per l'ultima volta a un'edizione dei Mondiali e a Sankt Anton am Arlberg 2001 fu 26ª nel supergigante.
Il 22 dicembre 2001 a Sankt Moritz disputò l'ultima gara di Coppa del Mondo, ancora un supergigante, giungendo 32ª. Il 20 gennaio 2003 alle Universiadi di Tarvisio conquistò l'oro nel supergigante superando la ceca Tereza Trtíková (giunta a 83 centesimi) e la russa Anastasija Popkova (a 85 centesimi). Dopo due anni di inattività, dal 2005 si dedicò, con ottimi risultati, al carving: vinse sedici gare e si aggiudicò la Coppa del Mondo nel 2009, ultima sua stagione agonistica, e si congedò dalle competizioni vincendo la gara disputata il 15 marzo a Roccaraso.

## Palmarès

### Mondiali juniores
- 1 medaglia:
  - 1 bronzo (supergigante a Montecampione/Colere 1993)

### Universiadi
- 1 medaglia:
  - 1 oro (supergigante a Tarvisio 2003)

### Coppa del Mondo
- Miglior piazzamento in classifica generale: 42ª nel 2000
- 1 podio (in supergigante):
  - 1 secondo posto

### Coppa Europa
- 3 podi (dati dalla stagione 1994-1995):
  - 2 secondi posti
  - 1 terzo posto

### Coppa del Mondo di carving
- Vincitrice della Coppa del Mondo di carving nel 2009[3]
- 20 podi:
  - 16 vittorie
  - 4 secondi posti

#### Coppa del Mondo di carving - vittorie
| Data             | Località                 | Paese    |
| ---------------- | ------------------------ | -------- |
| 5 febbraio 2005  | Roccaraso                | Italia   |
| 19 febbraio 2005 | Sestola Monte Cimone     | Italia   |
| 19 marzo 2005    | Sestriere                | Italia   |
| 10 dicembre 2005 | Sestriere                | Italia   |
| 14 gennaio 2006  | Circhina                 | Slovenia |
| 22 gennaio 2006  | Madesimo                 | Italia   |
| 29 gennaio 2006  | San Martino di Castrozza | Italia   |
| 18 marzo 2006    | Roccaraso                | Italia   |
| 13 gennaio 2008  | Folgarida                | Italia   |
| 18 gennaio 2008  | Monte Bondone            | Italia   |
| 27 gennaio 2008  | San Martino di Castrozza | Italia   |
| 2 febbraio 2008  | Airolo                   | Svizzera |
| 15 febbraio 2008 | Kranjska Gora            | Slovenia |
| 1º marzo 2008    | Pragelato                | Italia   |
| 2 marzo 2008     | Pragelato                | Italia   |
| 16 marzo 2008    | Claviere                 | Italia   |

### Campionati italiani
- 4 medaglie[4]:
  - 2 argenti (supergigante nel 1995; discesa libera nel 1998)
  - 2 bronzi (discesa libera, supergigante nel 1994)